# Beglik Tash
Beglik Tash (en bulgare : Беглик Таш, du turc Beglik, impôt, et Tash, rocher) est un chaos rocheux et un sanctuaire thrace situé dans l'oblast de Bourgas, en Bulgarie, non loin de la côte de la mer Noire, à 5 kilomètres au nord de la ville et station balnéaire de Primorsko.

## Historique
Le site de Beglik Tash est devenu accessible aux archéologues et au public en 2003, après avoir été une zone de chasse réservée aux dignitaires du régime communiste.

## Description
Le site est un chaos rocheux d'origine volcanique, formé par la solidification du magma produit par le Kitka, un volcan actif au Mésozoïque.
Les rochers ont été aménagés et sculptés par la tribu thrace des Scyrmiades sur une superficie d'environ 6 000 m2 . Considéré comme le sanctuaire religieux principal de cette tribu, il aurait été actif entre le XIIIe et le IVe siècle av. J.-C..
Dédié aux déités principales des Thraces, la déesse mère et son fils le dieu soleil, le sanctuaire de Beglik Dash abrite un ancien labyrinthe que les visiteurs peuvent emprunter, ainsi qu'une horloge solaire en mégalithes, un calendrier, un énorme rocher en équilibre sur deux points et une grotte.

## Gravures rupestres
Certains rochers portent des gravures rituelles, astrologiques ou phalliques.

## Gestion
La société historique de Bourgas est responsable de la gestion du site.

## Galerie

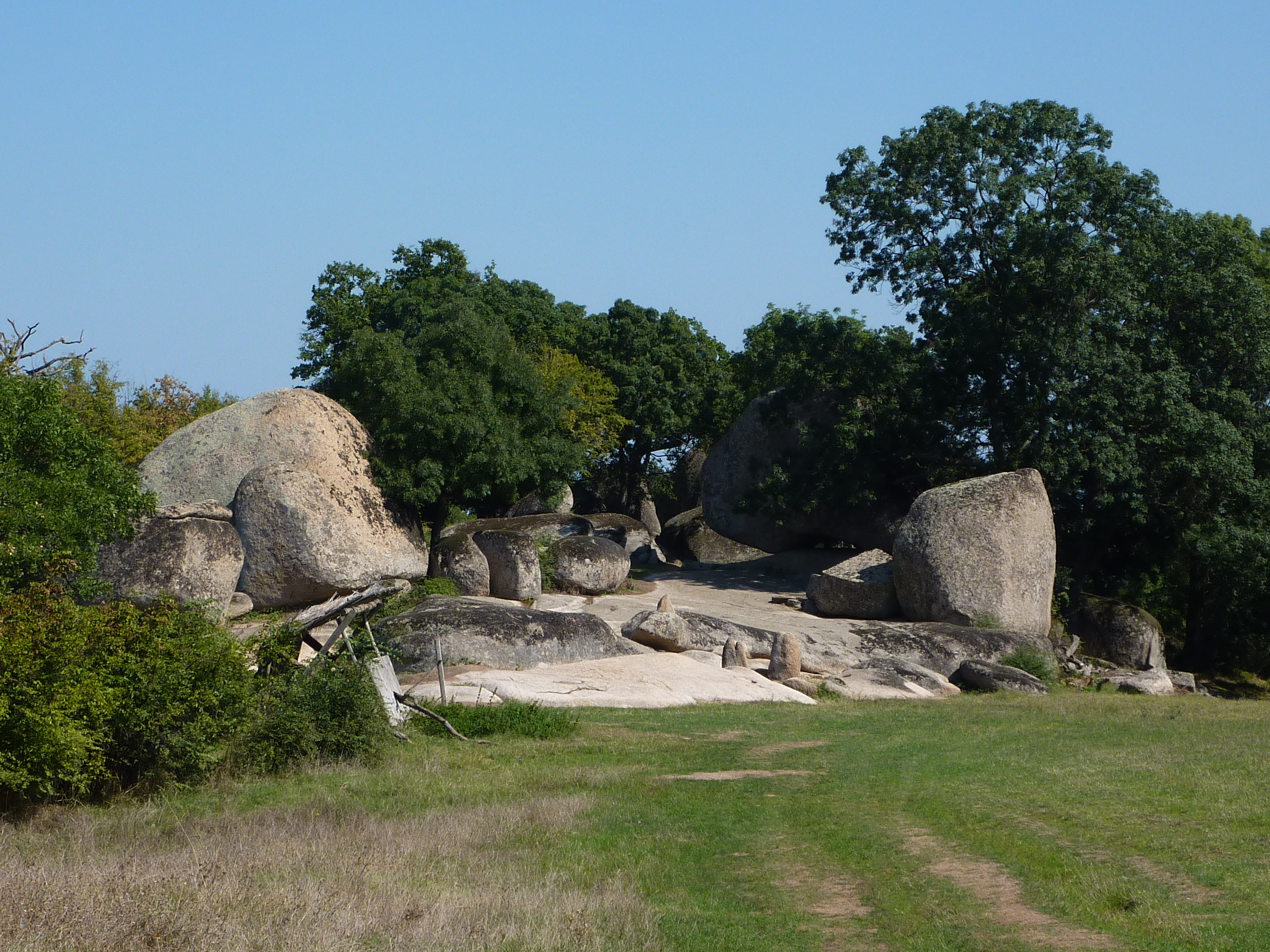
Vue d'ensemble
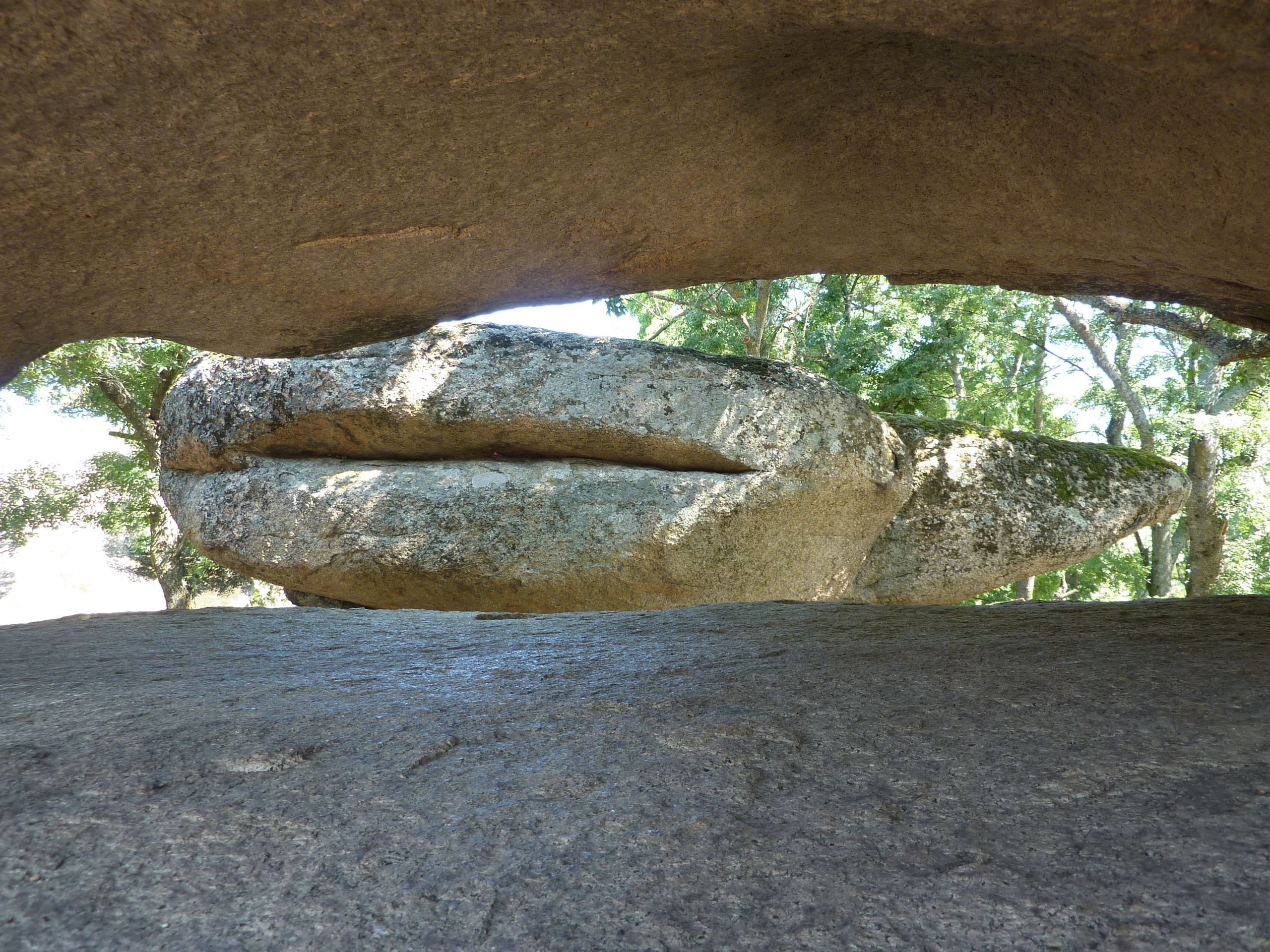
Un élément du site
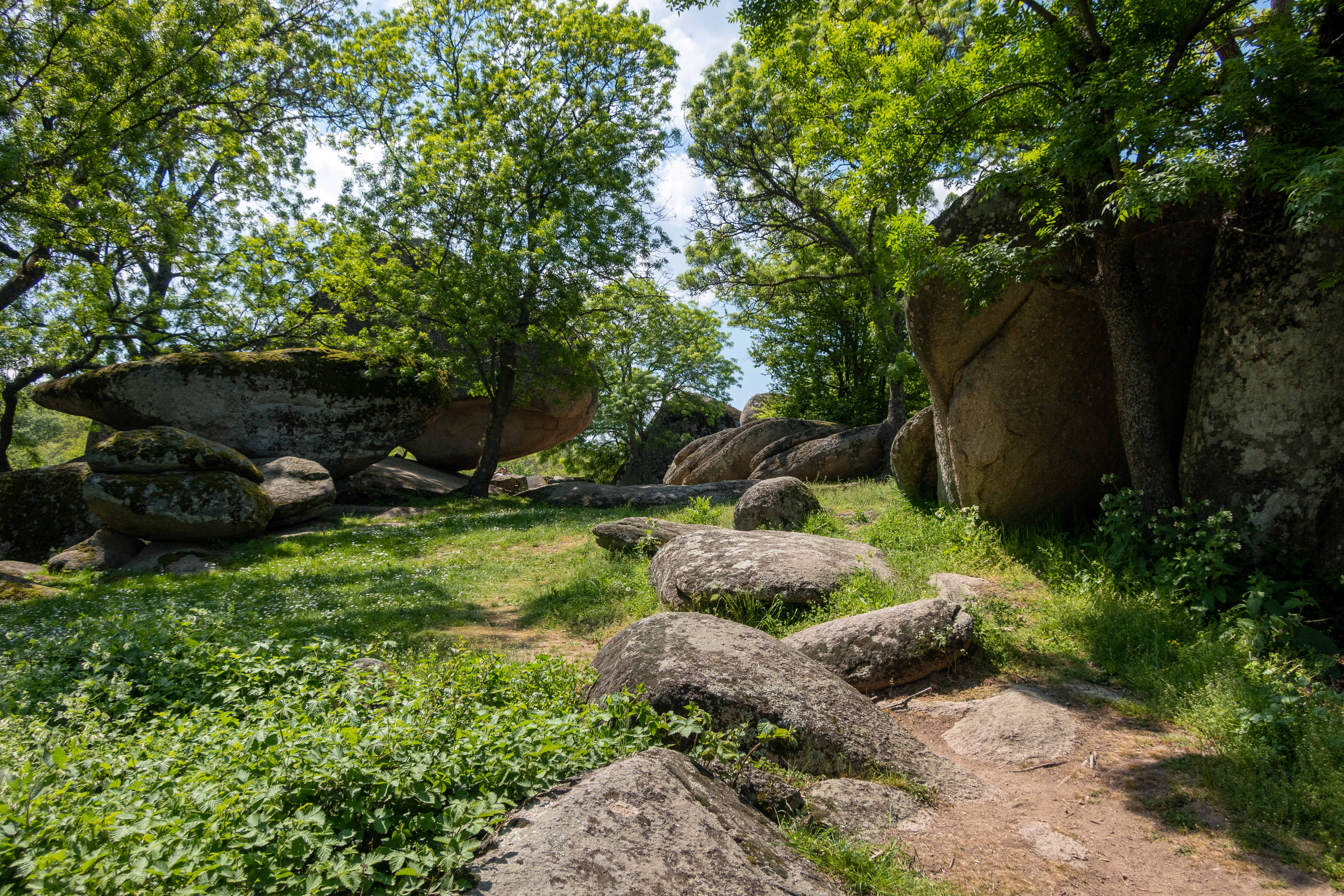
Un autre élément du site